# Liberty (periodico)
Liberty, A Weekly for Everybody è stata una rivista statunitense di interesse generale a periodicità settimanale pubblicata dal 1924 al 1950.
Fu pubblicata dal 1924 al 1931 dall'editore McCormick-Patterson; fu rilevata nel 1931 da Bernarr Macfadden (1868–1955) il quale la cedette nel 1942. La rivista cessò le pubblicazioni nel 1950; ma rinacque nel 1971 come rivista trimestrale dedicata esclusivamente alla ristampa del materiale del passato accompagnata da articoli inediti di aggiornamento; questa nuova serie cessò le pubblicazioni nel 1976.
Liberty pubblicò articoli o racconti di molti degli scrittori più importanti e influenti dell'epoca, quali P. G. Wodehouse, Achmed Abdullah, Robert Benchley, Walter R. Brooks, Edgar Rice Burroughs, Robert W. Chambers, F. Scott Fitzgerald, Paul Ernst, Floyd Gibbons, Murray Leinster, Dr. Seuss, Rob Wagner and Sax Rohmer.